# Majin Tensei: Blind Thinker II
Majin Tensei: Blind Thinker II  est un jeu vidéo de rôle de stratégie développé et édité par Bbmf pour téléphone portable japonais, sorti le 24 mars 2008. Il s'agit d'un spin-off de la série Majin Tensei d'Atlus, qui fait elle-même partie de la plus grande série Megami Tensei, et fait suite au jeu Majin Tensei: Blind Thinker sorti en 2007.
Le jeu prend place dans un Tokyo infesté de démon, et suit l'invocateur de démon Takeru ainsi que le démon artificiel Zora. Le joueur contrôle Takeru et ses alliés dans des combats au tour par tour, et peux à la fois combattre avec des ennemis démons, mais aussi de négocier avec eux afin de les recruter à son côté. Les développeurs ont conservé le jeu similaire au premier Blind Thinker, mais avec un nouveau décor et une nouvelle histoire, et l'ont conçu avec l'intention qu'il soit rejoué plusieurs fois. Le jeu a été bien reçu pour ses multiples fins.

## Système de jeu
Majin Tensei: Blind Thinker II est un jeu vidéo de rôle de stratégie dans lequel le joueur joue le rôle d'un invocateur de démon. Dans l'histoire, le joueur interagit avec des personnages et fait des décisions qui affectent la direction que prend l'histoire, et de la fin qu'il atteindra.
En combat, le joueur et l'équipe ennemie se relaient pour commander des démons au combat,, les déplacer sur le terrain, les faire attaquer les démons ennemis sur les cases adjacentes, et leur faire lancer des sorts offensifs ou de support,. Chaque combat a ses conditions de victoire, que le joueur doit accomplir pour gagner le combat et passer aux chapitres suivants du jeu,; le combat est perdu si le protagoniste ou un personnage humain allié meurt. Le joueur peut constituer son groupe en négociant avec des démons, en choisissant les bonnes options de dialogue et en leur offrant de l'argent ou des objets pour les faire rejoindre son camp, et peut créer des nouveaux, plus puissants démons en fusionnant plusieurs de ses alliés démons en un seul,,.

## Prémisse
Blind Thinker II se déroule dans un Tokyo infesté de démons et suit le jeune homme Takeru (タケル) et le démon artificiel Zora (ゾラ).

## Sortie et réception
Blind Thinker II a été développé et édité par Bbmf, qui ont gardé le système de jeu similaire à celui du premier jeu Majin Tensei: Blind Thinker , sorti l'année précédente, mais se déroulant dans un autre monde, avec des nouveaux personnages ainsi qu'une nouvelle histoire, et conçu pour être rejoué plusieurs fois. Il est sorti sur plusieurs téléphones mobiles basique japonais le 28 mars 2008, via le système de distribution de jeu mobile Megaten Alpha.
Dengeki Online et GA Graphic (ja) ont tous deux aimé l'histoire à embranchements avec ses plusieurs fins pour la rejouabilité qu'elle apporte,; GA Graphic a aussi aimé comment les choix du joueur peuvent débloquer des scénarios secrets, rendant chaque partie unique.